# Mauroniscus apicalis
Mauroniscus apicalis is een keversoort uit de familie Mauroniscidae. De wetenschappelijke naam van de soort is voor het eerst geldig gepubliceerd in 1910 door Pic.